# My Own House
My Own House è un album di David Bromberg, pubblicato dalla Fantasy Records nel 1978.

## Tracce
Lato A
1. My Own House (Medley) – 4:36 (a) Tradizionale, arr. D. Bromberg, D. Fegy e G. Kindler b) Tradizionale, arr. D. Fegy)
2. Don't Let Your Deal Go Down (Medley) – 5:32 (a) Tradizionale, arr. D. Bromberg b) Joe Abe c) Tradizionale, arr. D. Fegy, G. Kindler d) Tradizionale, arr. D. Bromberg, D. Fegy, G. Kindler)
3. Early This Morning – 2:38 (Tradizionale, arr. David Bromberg)
4. Sheebeg and Sheemore – 2:24 (Tradizionale, arr. David Bromberg)
5. Cocaine Blues – 2:48 (Luke Jordan)
6. To Know Her Is to Love Her – 3:00 (Phil Spector)

Durata totale: 20:58
Lato B
1. Georgia on My Mind – 3:10 (Hoagy Carmichael, Stuart Gorrell)
2. Chump Man Blues – 3:14 (Blind Blake, arr. David Bromberg)
3. Kitchen Girl – 2:13 (Tradizionale, arr. David Bromberg)
4. Spanish Johnny – 4:30 (Paul Siebel, arr. David Bromberg)
5. Black and Tan – 3:31 (Blind Boy Fuller, arr. David Bromberg)
6. Lower Left Hand Corner of the Night – 3:05 (David Bromberg)

Durata totale: 19:43

## Musicisti
- David Bromberg - voce, chitarra, fiddle
- George Kindler - fiddle, mandolino
- Dick Fegy - mandolino, fiddle, banjo

Note aggiuntive
- David Bromberg - produttore
- George Kindler - assistente alla produzione
- George Kindler - mixaggio
- Tom Flye - ingegnere del suono
- Tom Flye - mixaggio
- Eddie Bill Harris - ingegnere del suono